# 托特·卡尔曼
托特·卡尔曼（匈牙利語：Tóth Kálmán，1944年8月13日—），匈牙利男子足球运动员，司职前锋。他曾代表匈牙利国家队参加1972年夏季奥林匹克运动会足球比赛，获得一枚银牌。